# Jorge Herrera Delgado
Pour les articles homonymes, voir Herrera et Delgado.
Jorge Herrera Delgado, né le 16 août 1961 à Durango, Mexique, et mort le 24 novembre 2014 dans la même ville, est un homme d'État mexicain, membre du Parti révolutionnaire institutionnel (PRI). Il fut député à la Chambre des Députés, du Congrès de l'Union. Génie industriel de l'institut technologique de Durango (ITD) et fondateur de radio XHITD FM. Maire de Durango de 2004 à 2007, Jorge Herrera Caldera lui succède à ce poste. Il a été à deux reprises député local de Durango au Congrès. À partir de 2007, il est député de l'État de Durango et président de la grande commission du congrès du même État.
Il a été désigné par le Gouverneur Jorge Herrera Caldera comme secrétaire à l'Éducation de l'État de Durango, du 15 septembre 2010 au 7 février 2012.
Au cours de son mandat, il aida l'association des harpistes de Durango à la création de la rencontre internationale de harpes de Durango.

## Carrière politique

### Débuts
À dix-huit ans, il avait participé au Front Juvénile Révolutionnaire (FJR), une organisation politique de jeunes membres du Parti Révolutionnaire Institutionnel (PRI) ainsi qu'à la Confédération Nationale d'Organisations Populaires (CNOP) à la culture.

### 2001: première campagne électorale
En 2001, il fait sa première campagne, étant candidat au siège de député local de l'État de Durango pour la deuxième circonscription. Une fois élu, il préside la commission d'écologie et est membre des commissions de gouvernement suivantes : sécurité ; logement social ; éducation ; emploi ; santé publique ; et affaires familiales et mineurs.

### Maire de Durango
Élu maire de Durango en 2004, il travaille sur sept stratégies pour en faire une ville plurielle, efficace, transparente.